# Последний из Могикан
«Последний из Могикан» (англ. The Last of the Mohicans) — американский короткометражный драматический фильм Теодора Марстона.

## Сюжет
Действие фильма происходит во времена франко-индейской войны, когда Англия владела Америкой. Полковник Манро управляет фортом в штате Нью-Йорк. Вдруг обе его дочери решают к нему присоединиться и в сопровождении молодого армейского офицера отправляются в путь...

## В ролях
| Актёр            | Роль |
| ---------------- | ---- |
| Джеймс Круз      |      |
| Фрэнк Холл Крейн |      |
| Уилльям Рассел   |      |
| Альфонс Ефир     |      |
| Флоренс Ла Бэди  |      |
| Дарк Клоуд       |      |